# Municipio de Liberty (condado de Hamilton, Iowa)
El municipio de Liberty (en inglés: Liberty Township) es un municipio ubicado en el condado de Hamilton en el estado estadounidense de Iowa. En el año 2010 tenía una población de 256 habitantes y una densidad poblacional de 2,73 personas por km².

## Geografía
El municipio de Liberty se encuentra ubicado en las coordenadas 42°25′38″N 93°38′25″O / 42.42722, -93.64028. Según la Oficina del Censo de los Estados Unidos, el municipio tiene una superficie total de 93.88 km², de la cual 93,88 km² corresponden a tierra firme y (0 %) 0 km² es agua.

## Demografía
Según el censo de 2010, había 256 personas residiendo en el municipio de Liberty. La densidad de población era de 2,73 hab./km². De los 256 habitantes, el municipio de Liberty estaba compuesto por el 99,22 % blancos y el 0,78 % eran de una mezcla de razas. Del total de la población el 1,95 % eran hispanos o latinos de cualquier raza.